# Mydoカード
mydo Card（まいどカード）は、出光興産がかつて発行していた現金利用の個人顧客向けのポイントカード。

## 概要
1993年（平成5年）7月1日に発行開始。「まいど」は「毎度ありがとうございます」「毎度のご来店感謝しております」から来ている。
石油業界初の接触型ICカード型（後日郵送）と、サービスステーションで即時発行が出来る白濁リライト型（表面に熱転写で残高等を印字）の磁気カードがある。また、1997年（平成9年）には「出光ユーカード」の後継として、ICチップに繰り返し入金が出来る電子マネーカード「IDEMITSU電子プリカ」が登場し、それをmydoカードに一体化した「mydo電子プリカ」も発行されていた。
mydoカード発行時の1993年（平成5年）に放映したとんねるずのCMソングが話題になり、その後ウルトラマンを起用したCMも放映された。なお、CMソングは冬季限定で流れる出光灯油のCMでもこれと同じCMソングがかつて流れていた。昨今のICクレジットカードなどの接触型ICカードの普及が進む以前の1998年（平成10年）の時点の累計で、およそ1400万枚発行したとされる。
2007年（平成19年）9月末までにmydoカードおよびIDEMITSU電子プリカの全タイプの発行が終了し、2008年（平成20年）9月末までに利用が終了するとアナウンスされた。後継として、決済額に応じてポイントを積算する磁気ストライプ（プラスチックカード）型のリチャージ可能なプリペイドカード「出光キャッシュプリカ」（2021年（令和3年）4月より「apollostation キャッシュプリカ」に改名）が出光クレジットより提供されている。
なお、2004年（平成26年）から2021年（令和3年）まで出光クレジットから発行されていたクレジットカードの「出光カードまいどプラス（mydo Plus）」（2021年（令和3年）4月より「apollostation card（アポロステーションカード）」に改名）は、単純にこの「mydo」のネーミングと、とんねるずのCMソングをリメイクしただけのものであり（2004年（平成26年）〜2005年（平成27年）にかけて放送）、サービス面での関係性は無い。

## ポイントサービス
- 出光のサービスステーションで2000円毎の利用で1ポイント貯まり、50ポイント貯まるとその場で500円キャッシュバックされる。
- 出光スーパーゼアス（ハイオク/プレミアムガソリン）の給油では2000円毎に1.5ポイント加算される。
- mydoカードの取扱店ではmydo現金会員価格で給油が出来る。

## まいどカード

### ICカードタイプ
前述のポイントサービスの他に、本カード発行時にボーナスとして10ポイント蓄積されており、初回カード利用時より40日間はポイントが2倍貯まる様になっている。
ポイントの有効期限は原則、会員の次の誕生日までとなっている。

### 磁気リライトカードタイプ
カード表面に銀地で白印字される白濁リライトカードタイプで、ICカードに比べて薄く、一目でポイント残高や最後の利用履歴が確認出来る所などが利点。
mydoカード（ICタイプ）のボーナスポイントはない。ポイントの有効期限は最後の利用日より1年間。

## 電子プリカ
1998年（平成10年）1月から本格発行が始まった、現在の電子マネーの先駆けでICチップに残高などを記憶する。
汎用性の無くなった出光ユーカードからの移行も目論んだため、この時点で出光ユーカードの販売を終了した。

### IDEMITSUプリカ
3000円・5000円・10000円・20000円・25000円の各単位で60000円迄の入金が出来る接触型ICカードで、事実上ユーカードの後継にあたる。

### mydo電子プリカ
前項のmydoカード（接触型ICカード）に電子プリカ機能を搭載したもの。
IDEMITSUプリカと同じ単位で99999円迄の入金が出来る。
このカードで5000円以上の入金すると、プレミアムポイントとして5000円につき5ポイントが加算される。
1995年（平成7年）にmydoカードのICチップに出光ユーカード機能を組み込ませた接触型ICカード「mydo ユーカード」が試験的に発行された。